# Eparchia nowosybirska
Eparchia nowosybirska – jedna z eparchii Rosyjskiego Kościoła Prawosławnego, z siedzibą w Nowosybirsku. Jej obecnym zwierzchnikiem jest metropolita Nikodem (Czibisow).

## Historia
Obszar dzisiejszej eparchii nowosybirskiej został wyodrębniony w 1834 z terytorium eparchii tobolskiej pod nazwą eparchii tomskiej. Przed rewolucją październikową na terenie tej eparchii działało ponad 300 świątyń prawosławnych, w których pracowało ok. 700 duchownych. Parafie w eparchii prowadziły również działalność edukacyjną (prowadząc szkoły) i kulturalną (poprzez biblioteki). W lutym 1922 został powołany wikariat nowonikołajewski eparchii tomskiej, którego zwierzchnikiem został biskup Sofroniusz (Ariefjew), aresztowany już w końcu tego samego roku. W tym czasie większość parafii w eparchii przejęli duchowni związani z ruchem Żywej Cerkwi. W 1928 na terenie dzisiejszej eparchii nowosybirskiej działało 205 parafii w 17 dekanatach, obsługiwanych przez 197 kapłanów. Wcześniej, w 1924, dotychczasowy wikariat nowonikołajewski został przemianowany na samodzielną eparchię.
Lata 30. były okresem masowego zamykania i niszczenia cerkwi na terenie eparchii, większość pracujących w niej duchownych zostało aresztowanych. 29 lipca 1937 został rozstrzelany arcybiskup Sergiusz (Wasilkow). Formalnie zarządzającym eparchią był locum tenens tronu patriarszego Sergiusz (Stragorodski). W 1943, już po częściowej zmianie stosunku rządu stalinowskiego do Cerkwi, w eparchii zaczęła działać jedyna parafia, której świątynią była cerkiew Zaśnięcia Matki Bożej w Nowosybirsku. Na rzecz odbudowy sieci parafialnej działał nowy zwierzchnik eparchii, arcybiskup Bartłomiej (Gorodcow). 1 stycznia 1960 na jej terenie działało już 55 parafii w 5 dekanatach, obsługiwanych przez 95 kapłanów. Nowe zaostrzenie polityki państwa wobec Cerkwi sprawiło, że liczba ta spadła o prawie połowę w ciągu kolejnych lat i zaczęła wzrastać dopiero od lat 80. XX wieku. 1 stycznia 1990 na terenie eparchii działało 60 parafii. W 2010 było ich 132.
W grudniu 2011 Święty Synod Rosyjskiego Kościoła Prawosławnego wydzielił z terytorium eparchii nowosybirskiej i berdskiej trzy nowe administratury: eparchię iskitimską, karasucką i kaińską. Eparchia nowosybirska weszła w skład metropolii nowosybirskiej.

## Zwierzchnicy
- metropolita Nikifor (Astaszewski), 1924–1935
- arcybiskup Sergiusz (Wasilkow), 1935–1937
- metropolita Bartłomiej (Gorodcow), 1943–1956
- metropolita Nestor (Anisimow), 1956–1958
- biskup Donat (Szczogolew), 1958–1961
- biskup Leoncjusz (Bondar), 1961–1963
- arcybiskup Kasjan (Jarosławski), 1963–1964
- arcybiskup Paweł (Gołyszew), 1964–1972
- metropolita Gedeon (Dokukin), 1972–1990
- biskup Tichon (Jemielianow), 1990–1995
- biskup Sergiusz (Sokołow), 1995–2000
- arcybiskup Tichon (Jemieljanow), 2000–2018[2]
- metropolita Nikodem (Czibisow), od 2018[2]

## Monastery
Na terenie eparchii nowosybirskiej działają następujące monastery:
- Monaster Świętych Nowomęczenników Rosyjskich w Nowosybirsku, męski
- Monaster św. Jana Chrzciciela w Nowosybirsku, męski
- Monaster Opieki Matki Bożej i św. Aleksandra Newskiego w Koływaniu, żeński